# جيل كوهن (لاعب كرة قدم)
جيل كوهن (بالعبرية: גיל כהן‏) هو لاعب كرة قدم إسرائيلي في مركز ظهير، ولد في 8 نوفمبر 2000 في أسدود في إسرائيل. لعب مع نادي أسدود.

## وصلات خارجية
- جيل كوهن على موقع الاتحاد الأوربي (الإنجليزية)
- جيل كوهن على موقع قاعدة بيانات كرة القدم.إي يو (الإنجليزية)
- جيل كوهن على موقع Soccerway.com (الإنجليزية)
- جيل كوهن على موقع عالم كرة القدم.نت (الإنجليزية)